# It's Hard
It's Hard es el décimo álbum de estudio del grupo británico The Who, publicado por la compañía discográfica Warner Bros. Records en septiembre de 1982. Fue el último álbum del grupo con el bajista John Entwistle y el batería Kenney Jones, así como el segundo y último lanzamiento con Warner Bros. en los Estados Unidos. Además, supuso el último trabajo de estudio del grupo hasta el lanzamiento de Endless Wire en 2006. 
El álbum alcanzó el puesto once en la lista británica UK Albums Chart y el ocho en la estadounidense Billboard 200. Los derechos de publicación de It's Hard en los Estados Unidos, junto con los de Face Dances, revirtieron en el grupo, que autorizó a MCA Records a reeditarlos junto al resto de su catálogo musical en 1997. En noviembre de 1982, It's Hard fue certificado como disco de oro por la RIAA al superar el medio millón de copias vendidas en los Estados Unidos.

## Historia
La publicación de It's Hard daría lugar a dos modos de considerar la carrera musical del grupo. El primero de ellos, defendido por el propio Pete Townshend, vería el álbum como un reflejo de la tensión política vivida a comienzos de los ochenta. Por otro lado, tal y como apuntó Roger Daltrey en diversas entrevistas, el álbum serviría para cumplir con los términos del contrato firmado con el sello discográfico, sin ninguna consideración o interés por la música. La división de opiniones es palpable en las reseñas musicales de It's Hard publicadas en la época.
"Athena", canción que abre el álbum, sería uno de los temas más señalados del álbum, llegando a alcanzar el puesto #28 en las listas de singles de Billboard. La versión demo del tema adoptaría como título provisional "Theresa" en homenaje a Theresa Russell.
Años después de la publicación de It's Hard, "Eminence Front" se convertiría en uno de los temas más populares del grupo al ser interpretado en numerosos conciertos.
La portada del álbum, diseñada por Graham Hughes, incluye a un joven jugando al arcade Space Duel, en referencia a la ópera rock Tommy, en donde el pinball adopta uno de los papeles fundamentales.

## Lista de canciones
Todas las canciones escritas y compuestas por Pete Townshend excepto donde se anota. 
| Cara A |                  |                |          |  |
| N.º    | Título           | Escritor(es)   | Duración |  |
| 1.     | «Athena»         |                | 3:46     |  |
| 2.     | «It's Your Turn» | John Entwistle | 3:39     |  |
| 3.     | «Cooks County»   |                | 3:51     |  |
| 4.     | «It's Hard»      |                | 3:47     |  |
| 5.     | «Dangerous»      | John Entwistle | 3:36     |  |
| 6.     | «Eminence Front» |                | 5:39     |  |

| Cara B |                           |                |          |  |
| N.º    | Título                    | Escritor(es)   | Duración |  |
| 7.     | «I've Known No War»       |                | 5:56     |  |
| 8.     | «One Life's Enough»       |                | 2:22     |  |
| 9.     | «One at a Time»           | John Entwistle | 3:20     |  |
| 10.    | «Why Did I Fall for That» |                | 3:56     |  |
| 11.    | «A Man Is a Man»          |                | 3:56     |  |
| 12.    | «Cry If You Want»         |                | 5:18     |  |

| Temas extra (reedición de 1997) |                                |          |  |
| N.º                             | Título                         | Duración |  |
| 13.                             | «It's Hard» (En directo)       | 4:56     |  |
| 14.                             | «Eminence Front» (En directo)  | 5:37     |  |
| 15.                             | «Dangerous» (En directo)       | 3:48     |  |
| 16.                             | «Cry If You Want» (En directo) | 7:12     |  |

## Personal
| The Who - Roger Daltrey: voz y guitarra rítmica - Pete Townshend: guitarra, coros, voz principal (en «Eminence Front»), piano y sintetizador (en «One Life's Enough») - John Entwistle: bajo, trompa, sintetizador (en «Dangerous» y «One at a Time») y coros (en «One at a Time») - Kenney Jones: batería Otros músicos - Andy Fairweather-Low: guitarra rítmica (en «It's Your Turn») - Tim Gorman: sintetizador y órgano (en «Dangerous») y piano eléctrico (en «Eminence Front») | Equipo técnico - Jon Astley: productor (en reedición de 1997) - Chris Charlesworth: producción ejecutiva - Bill Curbishley: producción ejecutiva - Greg Fulginiti: masterización - Glyn Johns: productor e ingeniero de sonido - Bob Ludwig: remasterización - Robert Rosenberg: producción ejecutiva - Richard Evans: diseño de portada - Graham Hughes: fotografía |

## Posición en listas
| País           | Lista                  | Posición |
| -------------- | ---------------------- | -------- |
| Estados Unidos | Billboard 200          | 8        |
| Noruega        | Norwegian Albums Chart | 28       |
| Países Bajos   | Mega Albums Top 100    | 43       |
| Reino Unido    | UK Albums Chart        | 11       |
| Suecia         | Swedish Albums Chart   | 47       |

| Sencillo         | País           | Lista                      | Posición |
| ---------------- | -------------- | -------------------------- | -------- |
| «Athena»         | Estados Unidos | Billboard Hot 100          | 28       |
| «Athena»         | Estados Unidos | Hot Mainstream Rock Tracks | 3        |
| «Athena»         | Reino Unido    | UK Singles Chart           | 40       |
| «Eminence Front» | Estados Unidos | Billboard Hot 100          | 68       |
| «Eminence Front» | Estados Unidos | Hot Mainstream Rock Tracks | 5        |
| «It's Hard»      | Estados Unidos | Hot Mainstream Rock Tracks | 39       |

## Certificaciones
| Fecha                  | País           | Organismo certificador | Certificación | Ventas certificadas |
| ---------------------- | -------------- | ---------------------- | ------------- | ------------------- |
| 1 de noviembre de 1982 | Estados Unidos | RIAA                   | Oro           | 500 000             |
| 1 de diciembre de 1982 | Canadá         | CRIA                   | Oro           | 40 000              |